# Nepalesische Badmintonmeisterschaft 1961
Die Nepalesische Badmintonmeisterschaft 1961 fand in Biratnagar statt. Es war die sechste Auflage der nationalen Titelkämpfe von Nepal im Badminton.

## Titelträger
| Disziplin    | Sieger                      |
| ------------ | --------------------------- |
| Herreneinzel | S. B. Basnyat               |
| Dameneinzel  | nicht ausgetragen           |
| Herrendoppel | N. B. Basnyat S. B. Basnyat |
| Damendoppel  | nicht ausgetragen           |
| Mixed        | nicht ausgetragen           |